# Olivia de Berardinis

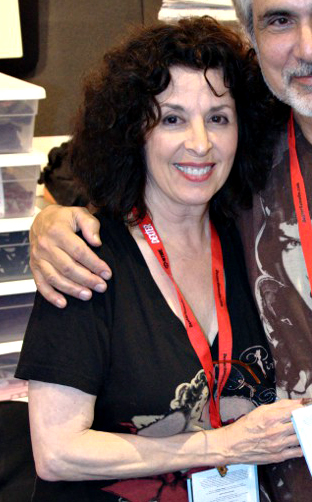
Olivia de Berardinis (links, 2010)

Olivia de Berardinis (* 1948) ist eine US-amerikanische pin-up-Malerin.

## Biografie
Sie studierte an der New York School of Visual Arts, wo sie sich zunächst mit dem Minimalismus befasste. Mitte der 1970er fing sie mit dem Malen und Zeichnen von Pin-ups an. Es folgten erotische Bilder für Männermagazine (z. B.: Playboy).